# Marina Julia
Marina Julia è una località del comune italiano di Monfalcone, in provincia di Gorizia. Si affaccia sul golfo di Panzano, tra il porto di Monfalcone e la foce dell'Isonzo.
Sorta negli anni 1960, si presenta oggi come un tipico centro balneare ricco di strutture ricettive ed esercizi commerciali. La spiaggia, bassa e sabbiosa come tutto il litorale di Monfalcone, è stata negli anni rivalorizzata con la risistemazione dell'arenile e dell'argine che la collega al lido di Panzano.